# Megachile faceta
Megachile faceta är en biart som beskrevs av Charles Thomas Bingham 1897. Megachile faceta ingår i släktet tapetserarbin, och familjen buksamlarbin. Inga underarter finns listade i Catalogue of Life.